# Melitopol
Melitopol (em ucraniano:  Меліто́поль, em russo:  Мелитополь) é uma cidade da Ucrânia, situada no Oblast de Zaporíjia. Tem 49,66 km² de área e sua população em 2020 foi estimada em 151.948 habitantes. Atualmente, a cidade está sobre ocupação militar russa desde o início de março de 2022 no contexto da Invasão da Ucrânia pela Rússia em 2022.

## História

### Guerra Russo-Ucraniana
No dia 25 de fevereiro de 2022, Às 10h30 (UTC+02:00), as forças russas entraram em Melitopol. A liderança da cidade decidiu se render um tempo depois.